# المتطوعون الهولنديون
قسم متطوعوا الوحدة الوقائية أس أس ال23 بانزرخرينادير هولندا  كانت وحدة فافن إس إس ألمانية تضم متطوعين هولنديين. وقد عملت بالجبهة الشرقية خلال الحرب العالمية الثانية.